# Sandskiing

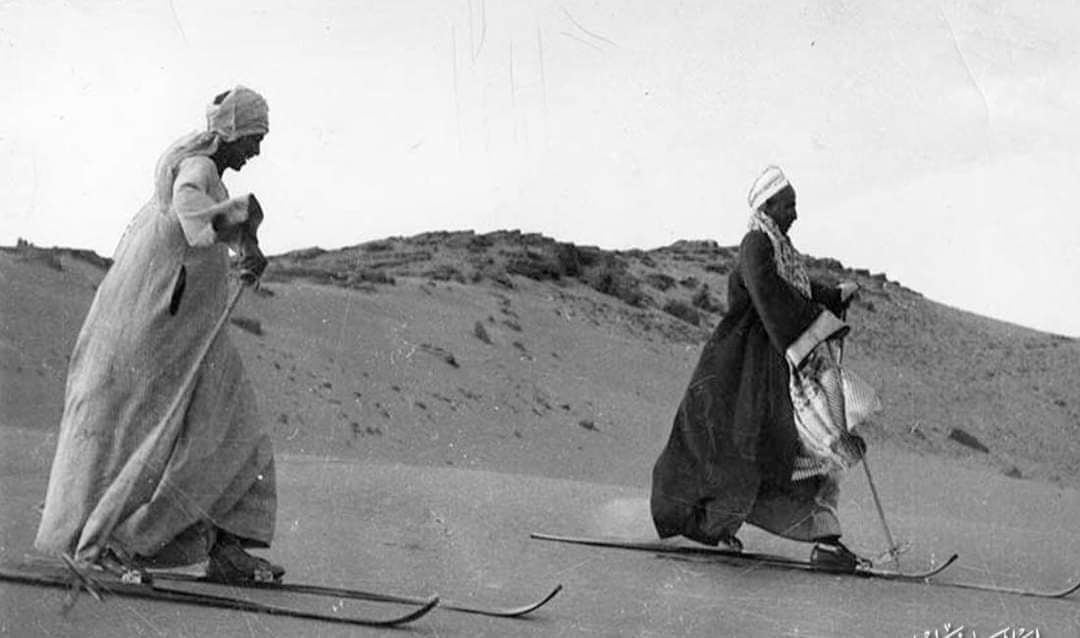
Sandskifahrer in Ägypten, 1939

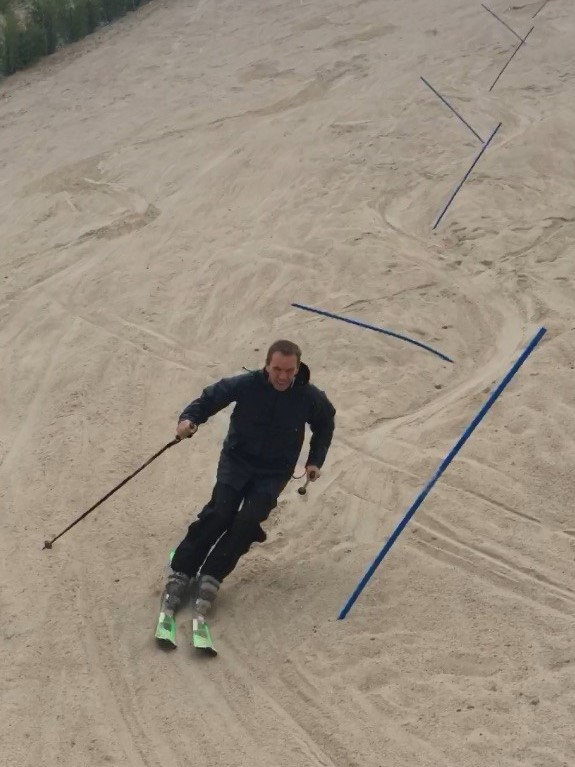
Sandski am Monte Kaolino (2019)

Sandskiing (auch Sand Skiing oder Sand-Skiing; auf Deutsch auch Sandskifahren) ist eine Extremsportart ähnlich dem Skifahren, findet aber auf Sand statt.
Dieser Brettsport hat in der ganzen Welt eine wachsende Anhängerschaft, ist aber vor allem in Wüstengegenden wie Namibia, den Vereinigten Staaten und den Vereinigten Arabischen Emiraten verbreitet. Es wird in Form von Abfahrt, Langlauf und Telemark betrieben. In Namibia wird dieser Sport vor allem in einem Dünengebiet zwischen Swakopmund und Walvis Bay betrieben. Auf den welthöchsten Dünen im Sossusvlei darf, da es sich um einen Nationalpark handelt, nur mit Sondergenehmigung gefahren werden.
Es gibt internationale Wettbewerbe im Sandskiing. So finden die internationale Europameisterschaft im Sandskiing seit 2007 regelmäßig in Hirschau am Monte Kaolino in der Oberpfalz statt.
Am 31. Mai 2010 wurde durch Henrik May in Namibia der Geschwindigkeitsrekord im Sandskifahren mit 92,12 km/h aufgestellt und im Guinness-Buch der Rekorde verzeichnet.
Eine weitere Variante des Sandskifahrens ist das Sandboarding. 